# Dennis Coates
Dennis Coates (11 febbraio 1953) è un ex siepista ed ex mezzofondista britannico.

## Palmarès
| Anno                                | Manifestazione          | Sede     | Evento         | Risultato | Prestazione | Note |
| ----------------------------------- | ----------------------- | -------- | -------------- | --------- | ----------- | ---- |
| In rappresentanza del Regno Unito   |                         |          |                |           |             |      |
| 1976                                | Giochi Olimpici         | Montréal | 3000 m siepi   | 9º        | 8'22"99     |      |
| 1978                                | Europei                 | Praga    | 3000 m siepi   | 10º       | 8'44"0      |      |
| In rappresentanza dell' Inghilterra |                         |          |                |           |             |      |
| 1973                                | Mondiali di cross       | Waregem  | Corsa U20      | 6º        | 21'27"      |      |
| 1973                                | Mondiali di cross       | Waregem  | A squadre      | Bronzo    | 24 p.       |      |
| 1976                                | Mondiali di cross       | Chepstow | Corsa seniores | 129º      |             |      |
| 1976                                | Mondiali di cross       | Chepstow | A squadre      | Oro       | 90 p.       |      |
| 1978                                | Giochi del Commonwealth | Edmonton | 3000 m siepi   | 6º        | 8'47"35     |      |

## Campionati nazionali
1971
- Oro ai campionati britannici under-19, 2000 m siepi - 5'38"4

1973
- Argento ai campionati inglesi juniores di corsa campestre - 30'29"

1975
- Argento ai campionati britannici, 3000 m siepi - 8'30"64

1978
- 9º ai campionati britannici di corsa campestre - 42'41"

## Altre competizioni internazionali[1]
1977
- 5º al Cross Internacional Juan Muguerza ( Elgoibar) - 32'46"